# Katamaran

Querschnitt

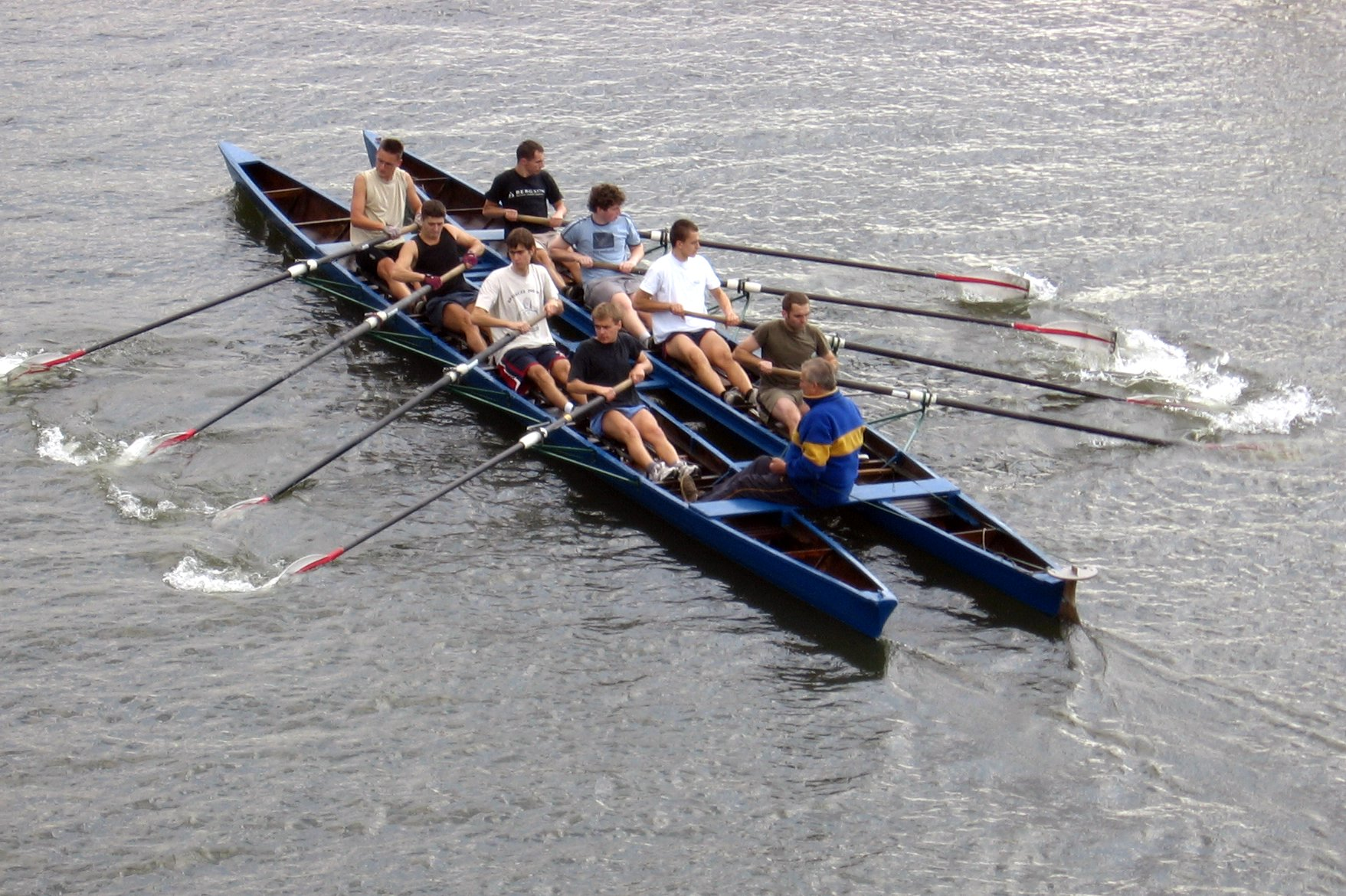
Ruderkatamaran

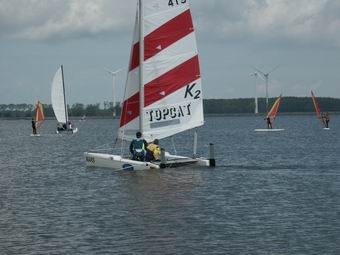
Topcat K2

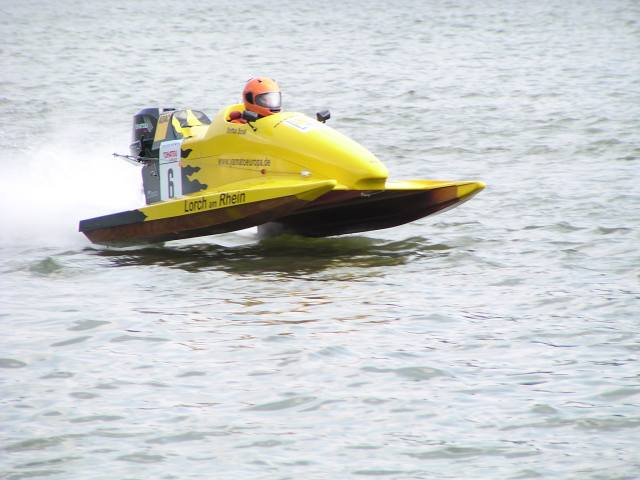
Rennboot als Katamaran

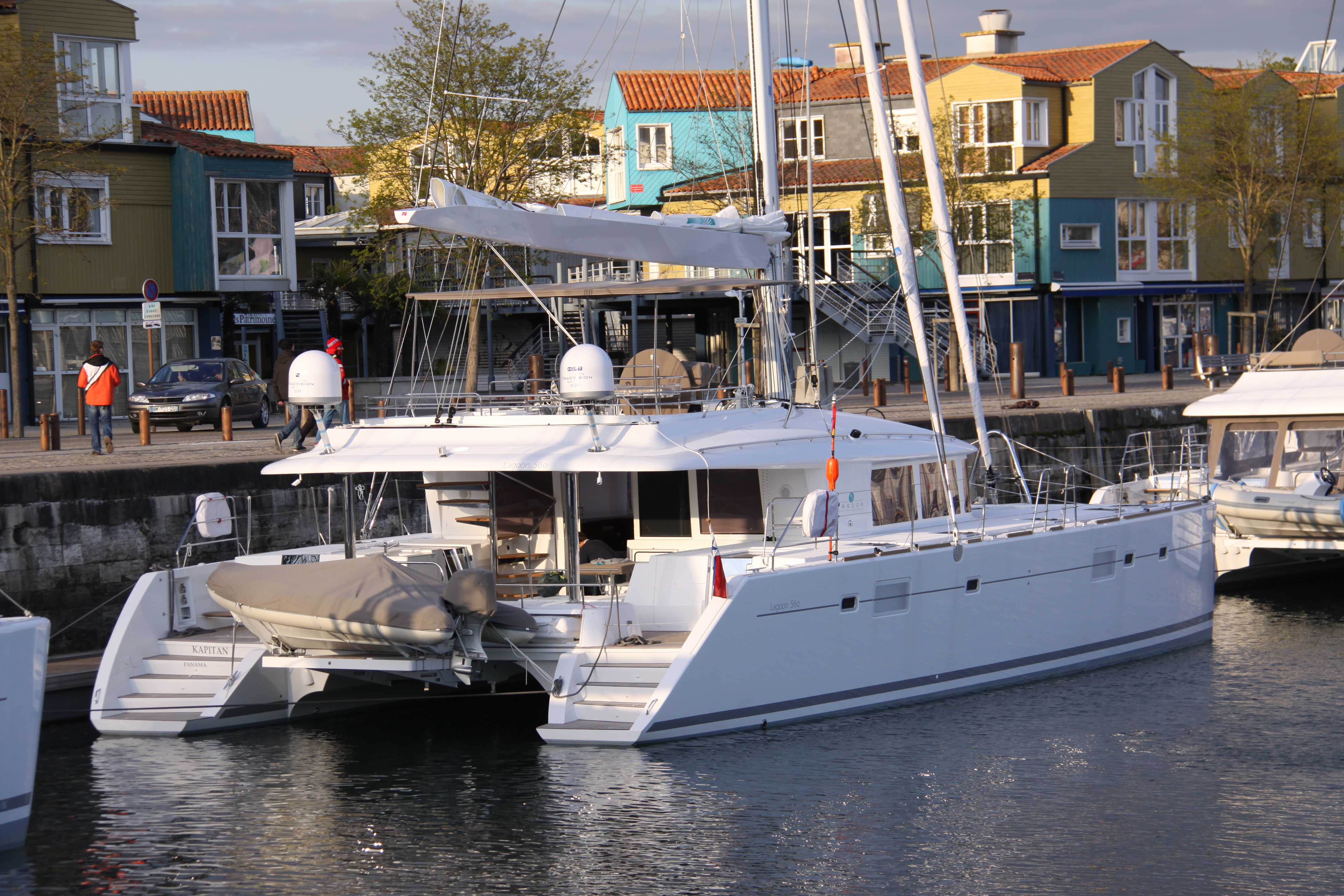
Fahrtenkatamaran

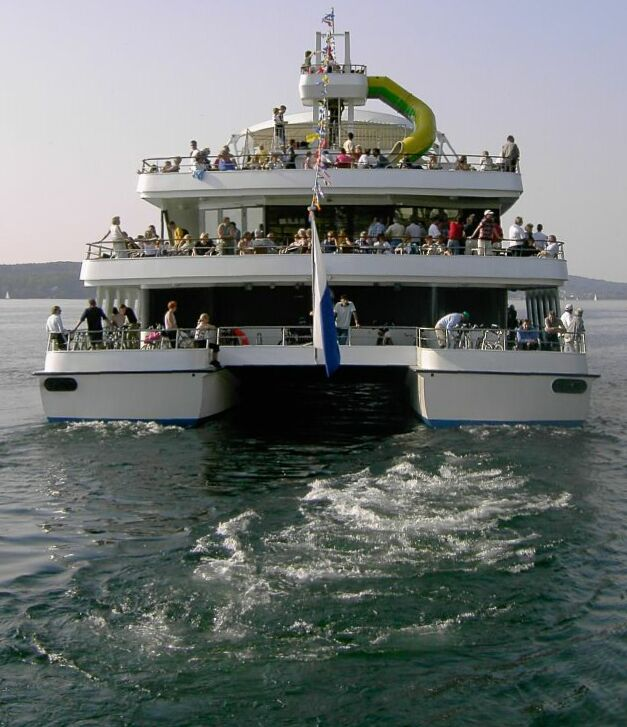
Starnberg, Fahrgastschiff

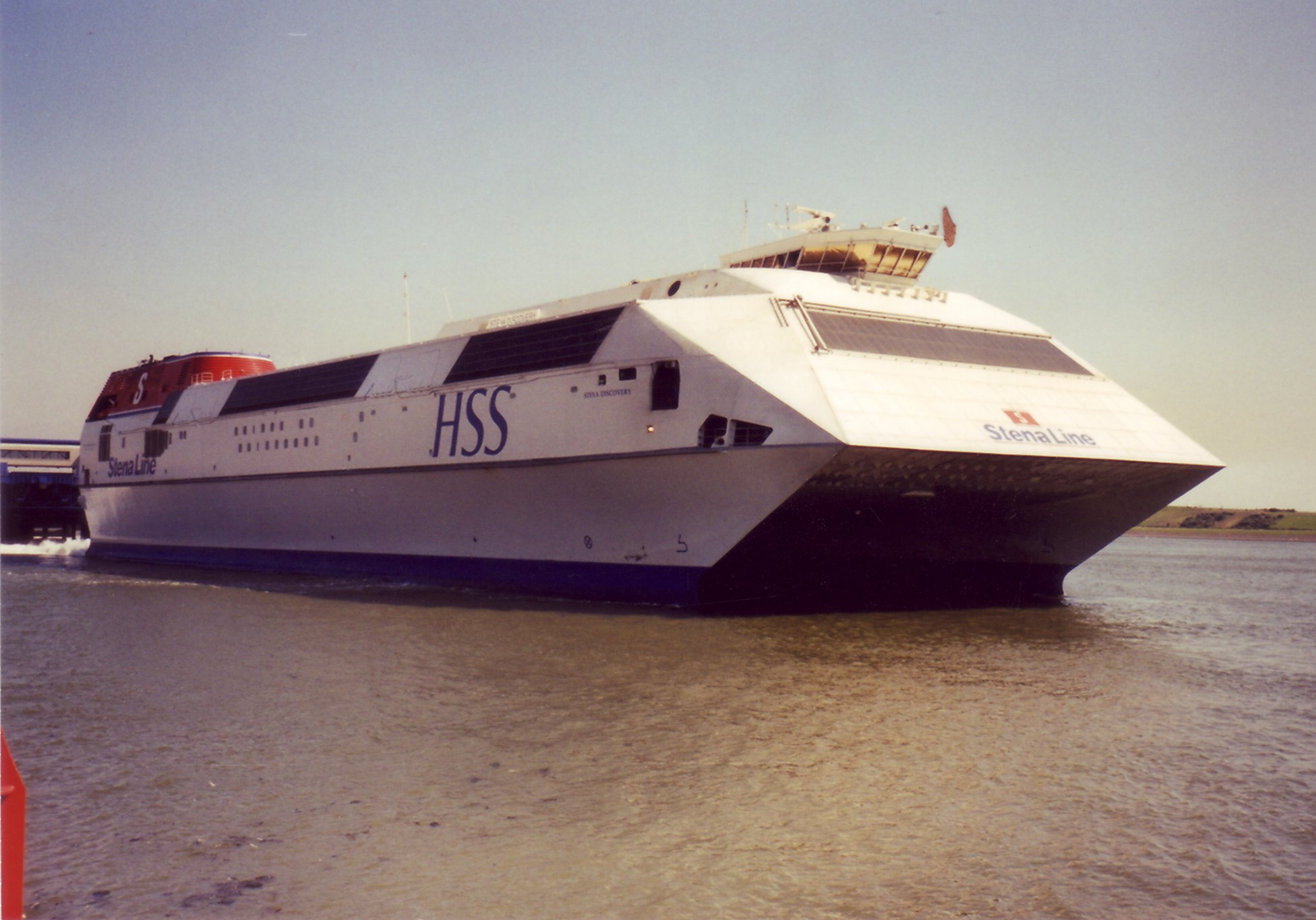
HSS 1500 der Reederei Stena Line in Hoek van Holland

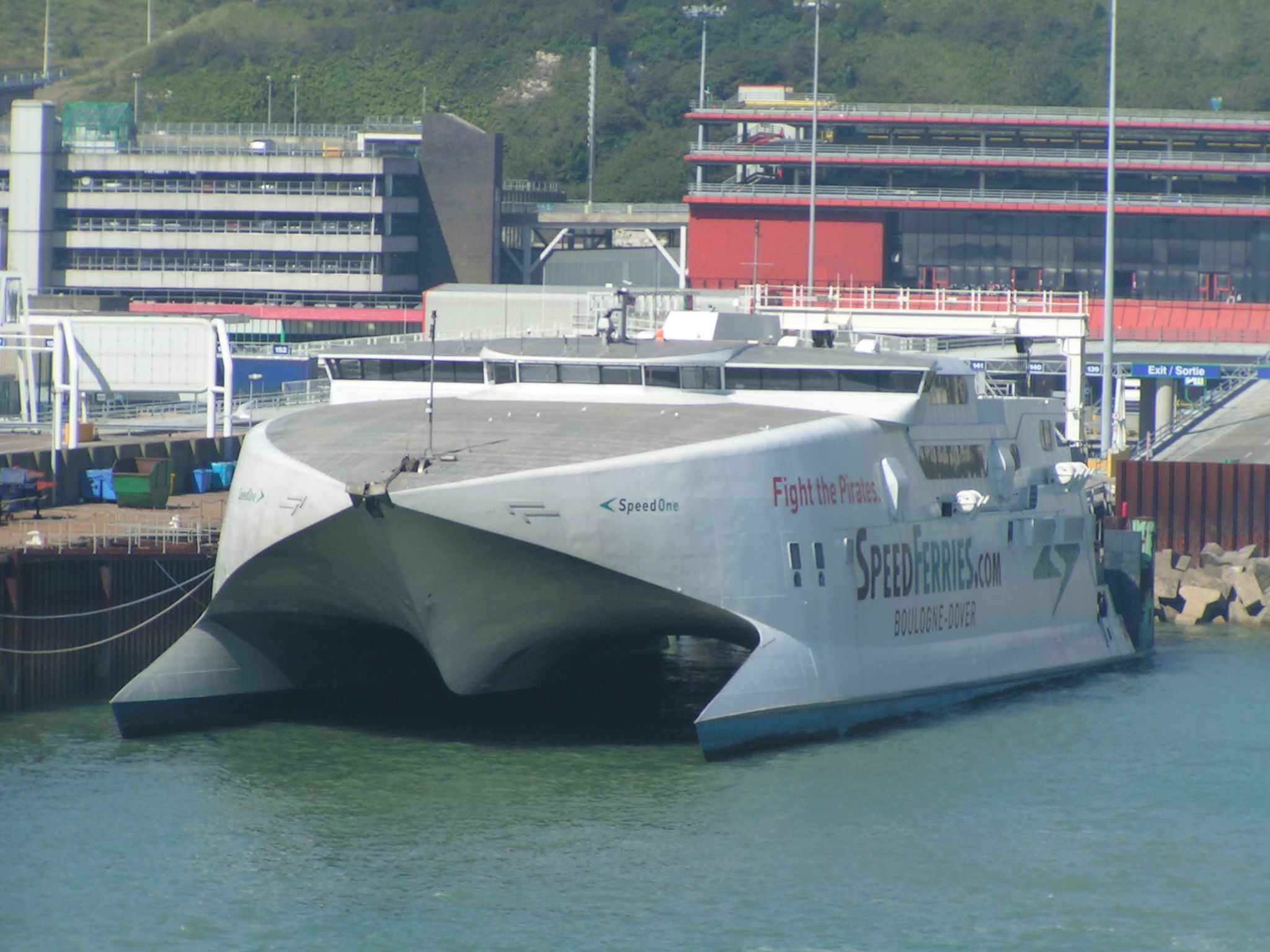
Katamaran der Reederei Speedferries

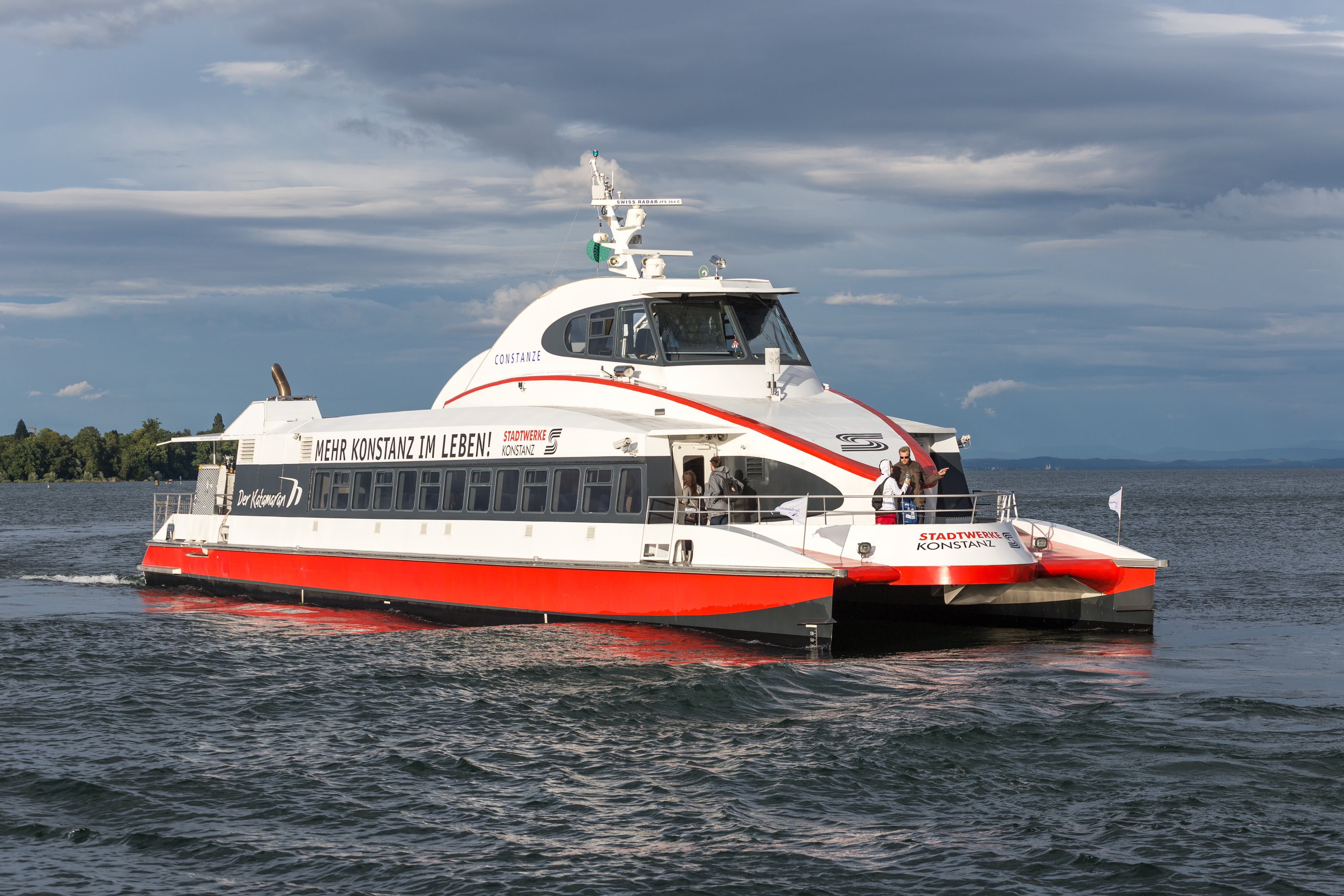
Katamaran „Constanze“ auf dem Bodensee

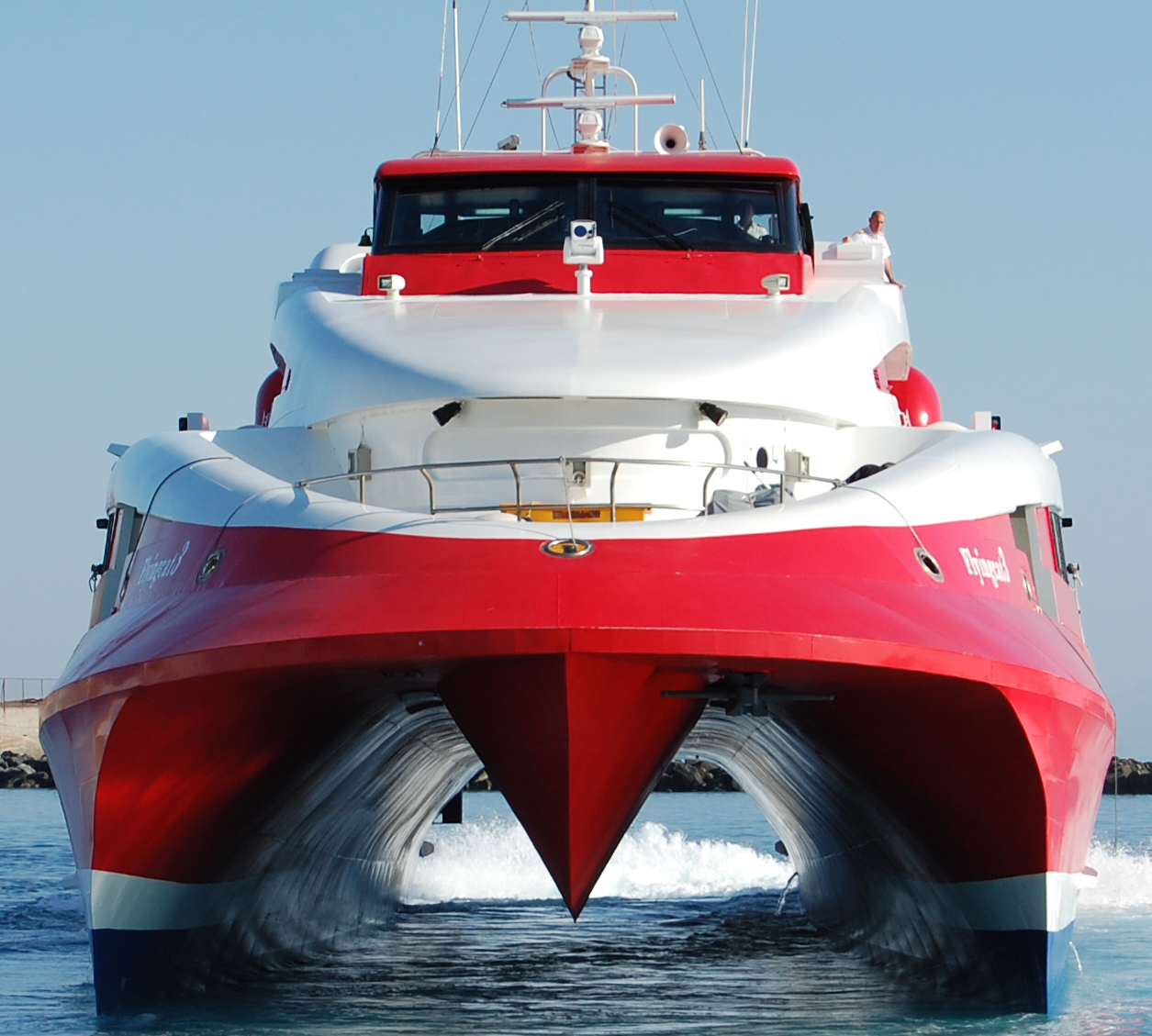
Gut sichtbarer „Tunnel“

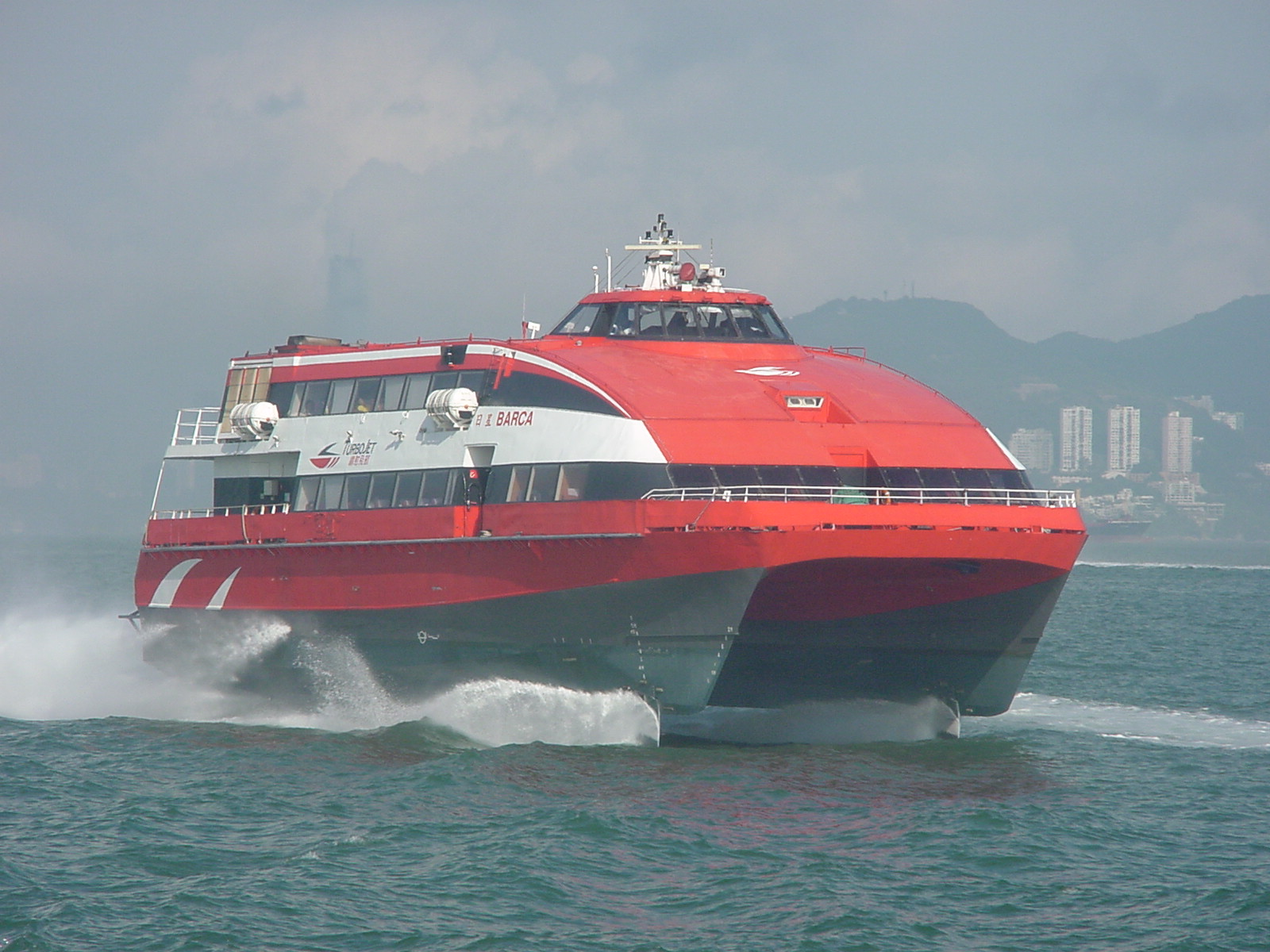
Foilcat Barca von TurboJET in Hongkong

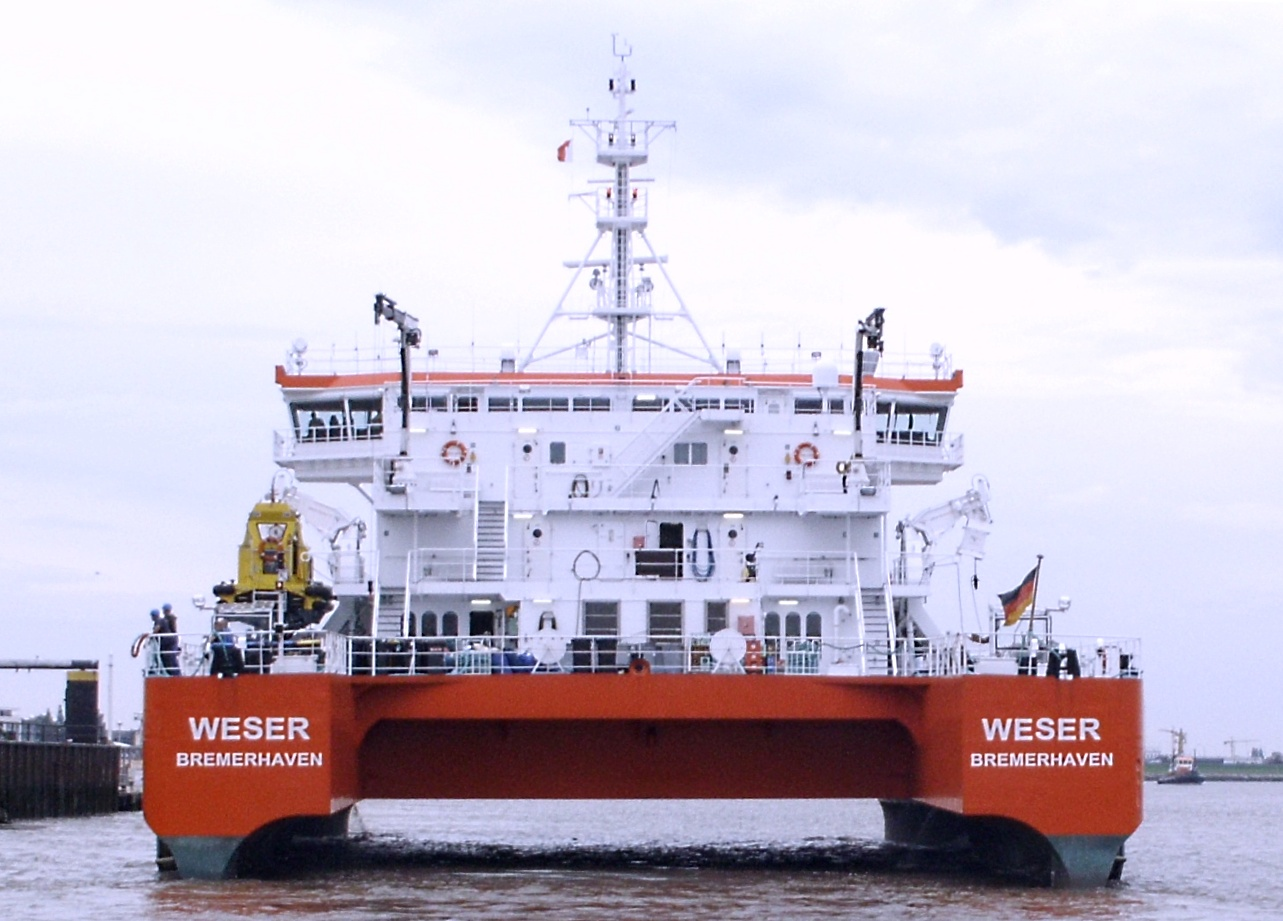
Lotsenstationsschiff Weser in Bremerhaven

Ein Katamaran oder Zweirumpfboot ist ein Boot oder Schiff mit zwei Rümpfen, die fest (z. B. durch ein Tragdeck) miteinander verbunden sind. Das Wort Katamaran ist ein Lehnwort aus dem Tamilischen, von கட்டுமரம் kaṭṭumaram (von kaṭṭu „Band, Bündel“, und maram „Baum“, im Sinne von „Boot aus zusammengebundenen Baumstämmen“). Generell kann man nach der Antriebsart Motorkatamarane (Motorschiff) und Segelkatamarane (Segelschiff) unterscheiden. Eine Sonderform von Katamaranen sind SWATH.
Im Gegensatz zu Einrumpfschiffen zeichnen Katamarane sich dadurch aus, dass sie sehr breit sind und damit sehr stabil auf dem Wasser liegen. Da Katamarane keinen Kiel haben und formstabil sind, haben die Boote ein relativ geringes Gewicht. Daher sind Katamarane häufig sehr schnelle Boote, die mit Gleitrümpfen (siehe: Verdränger und Gleiter) ausgestattet werden. Als Nachteil, neben dem schwierigeren Handling besonders in engen Häfen, muss die Kenterbarkeit angemerkt werden. Im Gegensatz zu Kiel-Segelyachten, die sich auch nach starker Schräglage wieder aufrichten, können größere Katamarane (ab ca. 7 m Länge) nicht ohne fremde Hilfe (Kran) wieder aufgerichtet werden.

## Geschichte
Katamarane wurden von den Polynesiern bereits 1500 v. Chr. verwendet. Es waren zwei durch Querbalken verbundene Kanus mit einem oder mehreren Segeln. Diese Grundform wurde bis in die Neuzeit beibehalten.
In Europa sollen die Römer im zweiten Punischen Krieg (218–202 v. Chr.) einen Katamaran zur Eroberung von Syrakus eingesetzt haben. Das Schiff bestand aus zwei je 31 m langen und 5½ m breiten Bootsrümpfen, die durch Querbalken miteinander verbunden waren. Danach geriet diese Schiffsbauweise allem Anschein nach bereits im Altertum in Vergessenheit.
William Petty (1623–1687) hatte dann als erster in Westeuropa einen Doppelrumpfsegler entwickelt, der 1663 bei einem Rennen in der Dublin Bay 16 Knoten erreicht hat. Das Schiff ist später gesunken und die Entwicklung wurde nicht weiterverfolgt. Dieses Schiff und sein Erbauer werden auch an mehreren Stellen in den Tagebüchern von Samuel Pepys erwähnt.
Im Jahr 1768 konstruierte der Engländer Patrick Miller den Trimaran Edinbourg mit 30½ m Länge und 9½ m Breite, der zwischen den Schiffsrümpfen mit Muskelkraft betriebene Schaufelräder hatte. Nach einem weiteren muskelbetriebenen Schaufelradkatamaran auf dem Firth of Forth betrieb er 1788 einen fünf Knoten (kn) schnellen Doppelrumpf-Raddampfer auf dem Dalswinton-See bei Dumfries. Dieser war 7,5 m lang, 2,1 m breit und wurde von einer William-Symington-Dampfmaschine betrieben.
Der US-Amerikaner Robert Fulton baute zwischen 1812 und 1814 drei Katamarane als Hafenfähren für New York. Sie waren 24,4 m lang und 9,15 m breit. Die Fähren Jersy und York wurden von einer 20 PS starken Dampfmaschine angetrieben, das dritte Schiff, die Nessy, soll sogar 120 PS gehabt haben. Ein weiterer Katamaran von Fulton war das Kriegsschiff USS Fulton (auch Demologos oder unrichtig Demogulos) – eigentlich eine Schwimmende Batterie mit Dampfmaschine – das mit seinen Abmessungen von 47,6 m × 17,1 m lange Zeit als größtes Schiff seiner Art galt. Mit dem zwischen den Rümpfen liegenden Schaufelrad, das von einer 120 PS starken Dampfmaschine angetrieben wurde, erreichte es 5,5 kn, war jedoch nicht für Hochseefahrten gebaut.
Im 19. Jahrhundert wurden in den USA, Großbritannien und Russland Katamarane gebaut. Die English Channel Steam Ship Company ließ 1874 den Katamaran Castalia und 1877 die Calais-Douvres für den Fährverkehr über den Ärmelkanal bauen. Die Castalia war 88,4 m lang, die einzelnen Schiffsrümpfe je 5,18 m breit, der Tiefgang betrug 2,13 m und die Wasserverdrängung 1290 Tonnen. Zwischen den Rümpfen waren hintereinander zwei Schaufelräder mit 6,1 m Durchmesser, die von zwei Dampfmaschinen mit je 600 PS angetrieben wurden. Die Geschwindigkeit lag bei 10½ kn.
Die Calais-Douvres war geringfügig größer, erreichte aber mit ihren 4270 PS eine Geschwindigkeit von 14½ kn. Beide Schiffe konnten je 1000 Passagiere befördern. Obwohl die Schiffe sehr seetüchtig waren, wurden sie zunächst an die Eisenbahngesellschaft London Chatham & Dover Railway verkauft und nach jeweils rund zehn Jahren wegen ihrer zu geringen Geschwindigkeiten wieder aus dem Verkehr genommen und weiterverkauft.
Als Erfinder des modernen Katamarans gilt der Südseeforscher Eric de Bisschop. Er hatte diesen Bootstyp bei den polynesischen Fischern entdeckt und übernommen.

## Typen

### Motorkatamarane
Motorkatamarane haben insbesondere als Fährschiffe Bedeutung gewonnen. Weiterhin werden Arbeitsschiffe sowie schwimmfähige Arbeitsplattformen oftmals in der Zwei-Rumpf-Bauweise ausgeführt.
Kleinere Hochgeschwindigkeitskatamarane (bis etwa zu 200 Sitzplätzen) werden seit längerem insbesondere in Norwegen und Australien eingesetzt. Sie erreichen bis zu 48 kn Geschwindigkeit (entsprechend über 80 km/h) und bieten damit schnelle Reisemöglichkeiten zu Inseln und zwischen Landesteilen. Seit Ende des 20. Jahrhunderts werden solche Schiffe zunehmend auch im Verkehr von und nach Helgoland sowie auf der Unterelbe eingesetzt. Auch auf dem Bodensee und dem Genfer See (zwischen Genf und Evian) verkehren Katamaran-Fähren.
Auf einigen europäischen Routen verkehren besonders große Katamaran-Fährschiffe auch als Autofähren. Hierzu gehören:
- Dänemark ↔ Schweden
- Dänemark ↔ Norwegen
- Deutschland ↔ Schweden
- Spanisches Festland ↔ Mallorca
- Großbritannien ↔ Frankreich
- Italien ↔ Kroatien
- Großbritannien ↔ Niederlande
- Großbritannien ↔ Irland
- Großbritannien ↔ Kanalinseln
- Sizilien ↔ Malta
- Teneriffa ↔ La Gomera (Fred. Olsen Express)
- Hansestar (Elbfähre)

Der von der Werft Incat in Tasmanien gebaute 91 m lange Großkatamaran Catalonia hielt mit einer Reise vom 6. bis zum 10. Juni 1998 für kurze Zeit den Rekord für die schnellste Atlantik-Überquerung durch große Schiffe mit einer Durchschnittsgeschwindigkeit von 38,65 kn (71,6 km/h). Die Fahrt ging von New York nach Ceuta. Zugleich erreichte die Catalonia mit 1015 Seemeilen die beste 24-Stunden-Leistung (Etmal). Kurz danach brach die Cat Link V den Rekord der schnellsten Atlantiküberquerung. Die größten Katamarane (HSS 1500) setzt die Reederei Stena Line auf Routen in der Irischen See ein, der erste hiervon ist die Stena Explorer. Sie sind 127 m lang, 40 m breit und haben eine Verdrängung von knapp 20.000 Tonnen. Sie können bis zu 1500 Passagiere und 375 Kraftfahrzeuge mit einer Geschwindigkeit von 40 kn transportieren.
Auch im Motorboot-Rennsport werden häufig Katamarane verwendet, so werden beispielsweise alle Weltmeisterschaftsserien auf Katamaranen mit Sicherheitscockpit ausgetragen.
In Südafrika und Neuseeland sind Katamaranschlauchboote der „ThunderCat“-Klasse weit verbreitet. Diese Boote sind vier Meter lange Katamarane mit Vollgummikufen, die mit einem bis zu 51 kW starken Außenborder ausgestattet sind. Die ThunderCats eignen sich sowohl für den Motorbootrennsport (die ThunderCat-Rennserie ist eine der schnellstwachsenden Rennbootserien in Südafrika, Australien, England und Neuseeland) als auch für Ausflüge, als Dingi oder zum Wasserski. Das Boot ist sehr wendig und kippstabil bei minimalem Tiefgang.
Für den Einsatz auf der Donau wurde die Han Asparuh als Schwergutfrachtkatamaran gebaut. Sie ist in zwei Teile zerlegbar. Auf der Wolga und ihren Nebengewässern ist der Frachtkatamaran Gebrüder Ignatjew unterwegs.

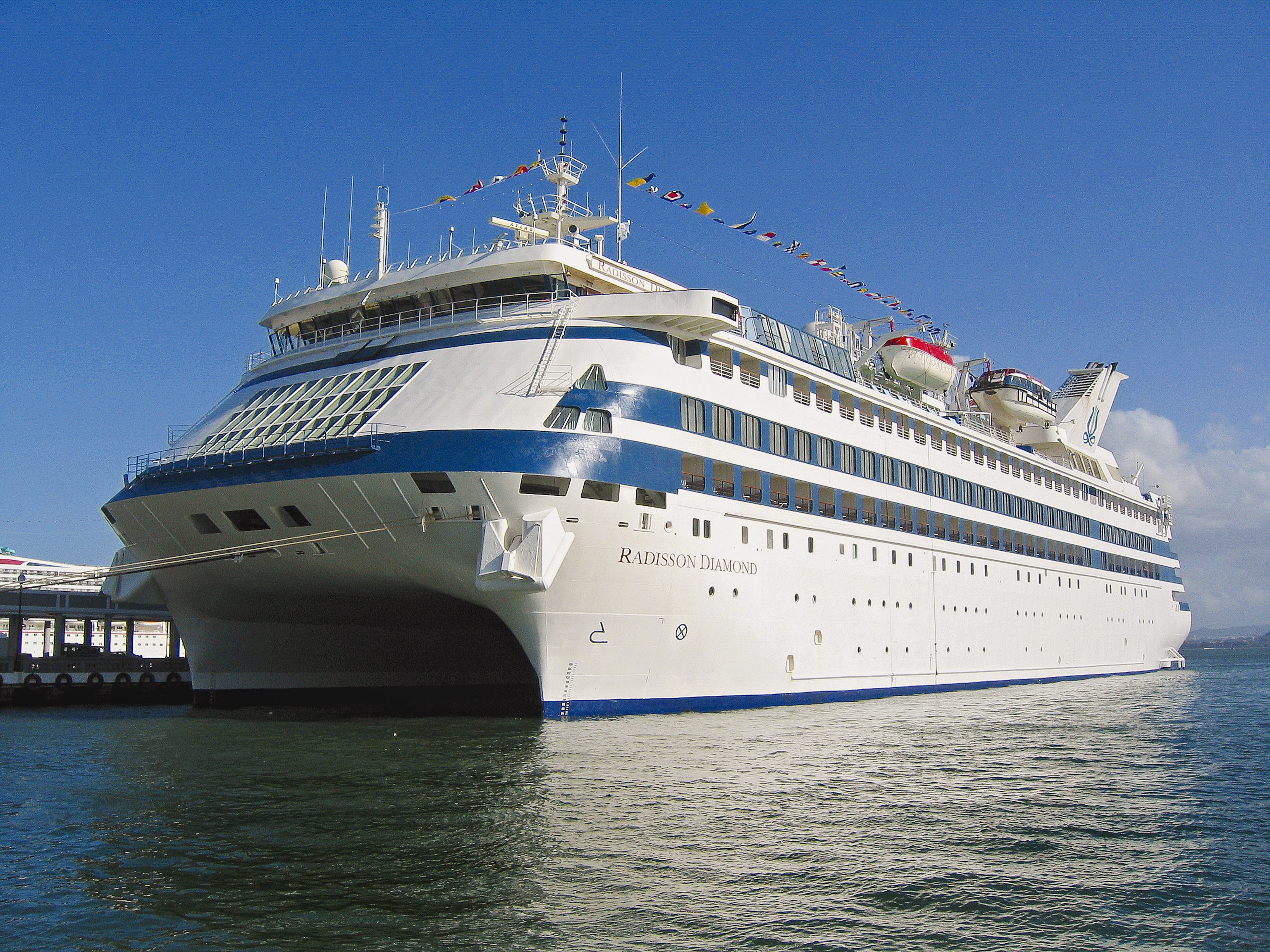
Radisson Diamond, einziges Katamaran-Kreuzfahrtschiff der Welt

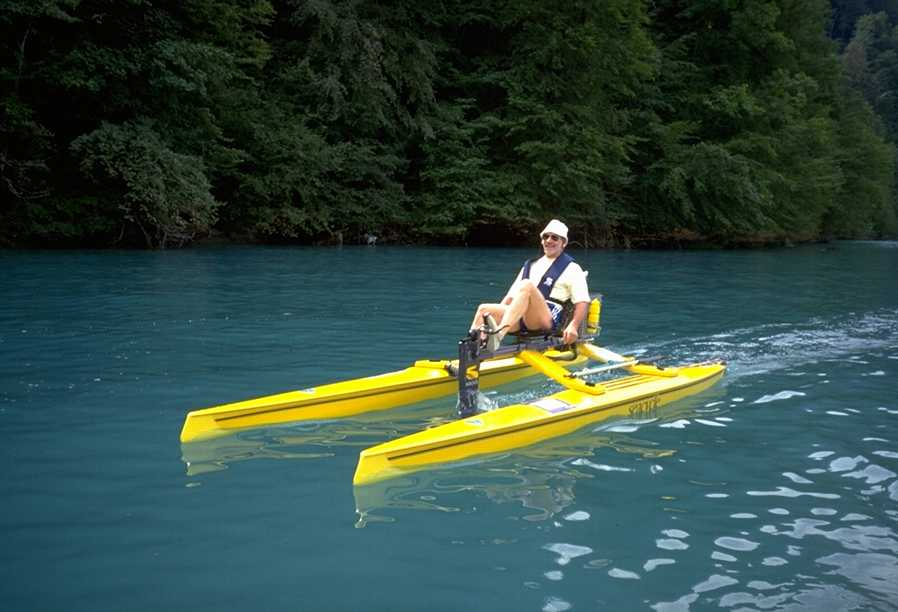
Tretkatamaran mit Propellerantrieb

Einzelne Kriegsschiffe in Katamaran-Bauweise sind ebenfalls im Einsatz. Dabei handelt es sich meistens um Versorgungs- und Kampfunterstützungseinheiten. Der erste für das Gefecht gedachte Motorkatamaran ist das chinesische Raketenschnellboot Typ 022 (Houbei-Klasse). Das erste Exemplar wurde 2005 an die chinesische Marine übergeben. Heute sollen sich schätzungsweise bis zu 40 dieser Boote im Einsatz befinden.
Eine neue und umweltfreundliche Antriebsform besitzen Solarkatamarane, die mit Sonnenenergie angetrieben werden. Der derzeit (2010) größte Solarkatamaran ist die Tûranor PlanetSolar. Die SolarWave, ein 14 m langer Solarkatamaran, befindet sich seit April 2010 auf Weltreise.
In Salzburg wurde das Luxusboot Kormaran K7 entwickelt. Es kann als Einrumpfboot, Kata- oder Trimaran und in einem Flugmodus fahren.

### Segelkatamarane
Hauptartikel: Segelkatamaran
Segelkatamarane sind meist sehr schnelle, leichte Sportgeräte oder Fahrtenyachten, die in erster Linie durch Windenergie über Segel angetrieben werden.

### Ruderkatamarane
Ruderkatamarane sind generell leichte Sportgeräte, die durch Rudern mit Riemen bewegt werden. Die Mannschaft kann je nach Bootsgröße aus zwei bis acht oder auch mehr Personen bestehen.
Sport Yak II aus Frankreich, ein kleines zweischaliges, unsinkbares Zubringer- und Beiboot aus Thermoplast, das auch gesegelt oder mit Außenbordmotor betrieben werden kann, fand auf Österreichs Seen ab um 1968 Verbreitung. Leer oder nur mit einem Kind besetzt tauchen nur die katamaranrumpfartigen Längswülste der unteren Schale ins Wasser, ab einer Beladung von 70 oder 100 kg taucht jedoch auch die plane Bootsunterseite ins Wasser ein.

## Militärisch genutzte Katamarane
| Bauzeitraum   | Schiff/-klasse | Nation              | Lüa     | max. Geschwindigkeit |
| ------------- | -------------- | ------------------- | ------- | -------------------- |
| 1984 bis 2000 | Projekt 1239   | Russland            | 063,9 m | 55,0 kn              |
| 2003 bis 2013 | HSV-2 Swift    | Vereinigte Staaten  | 098,0 m | 48,7 kn              |
| ab 2004       | Houbei-Klasse  | Volksrepublik China | 042,6 m | 38,0 kn              |